# Kapelle Enthauptung Johannes des Täufers (Eupen)

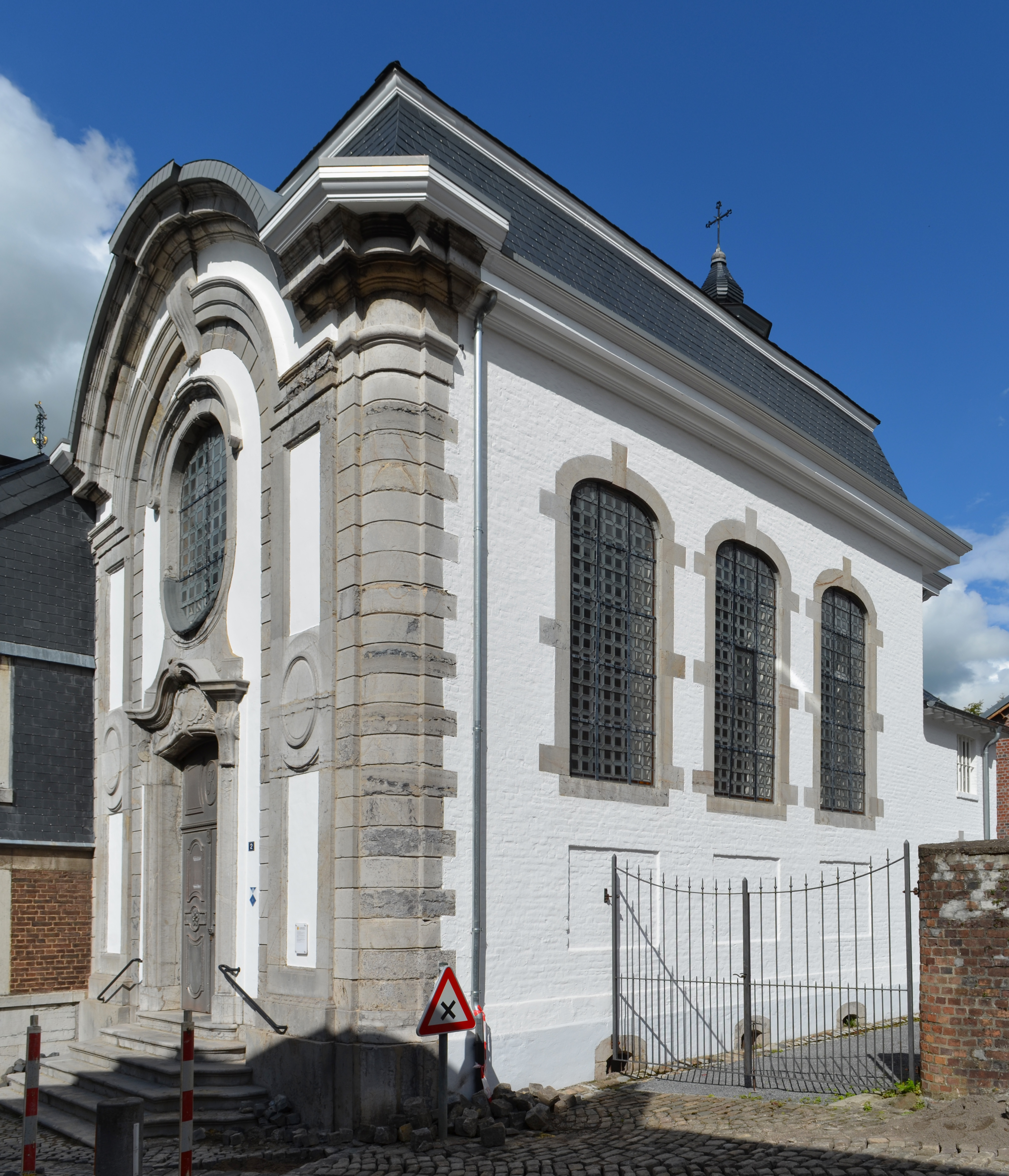
Nispertkapelle

Die Kapelle Enthauptung Johannes des Täufers (auch bekannt als Nisperter Kapelle) ist eine private barocke Kapelle in Nispert, ehemals Ortsteil von Kettenis, heute Stadt Eupen. Sie wurde 1747 nach Plänen von Johann Josef Couven als Anbau zu dem seit 1623 bestehenden Haus Nispert erbaut, das ebenfalls nach seinen Plänen entstand. Noch heute erinnert die Adresse: Couvenplatz 1 an den Aachener Architekten. Die Kapelle wurde Johannes dem Täufer geweiht und entspricht dem Barockstil jener Zeit, wogegen die Innenausstattung vom Beginn des Rokoko-Dekorationsstils geprägt ist. Seit dem 25. März 1983 ist sie in die Liste der denkmalgeschützten Bauten Eupens aufgenommen worden.

## Geschichte
Um den Anwohnern des Weilers Nispert den Weg zur Eupener Pfarre St. Nikolaus zu ersparen, ließen im Jahr 1747 der Kaufmann und Färbereibesitzer Erich Adolph Görtz und seine Ehefrau Isabella, geb. Fey, Tochter des Tuchherren und Bürgermeisters Arnold Fey-Janssen (1654–1717), als Anbau an ihrem Haus Nispert eine Kapelle erbauen. Dazu erhielten sie die Genehmigung durch den Lütticher Fürstbischof Johann Theodor von Bayern sowie Gelder aus einer der Stiftungen des Aachener Tuchfabrikanten Johann von Wespien, der zudem mit der Familie verwandt war. Die Gelder aus Wespiens Stiftung dienten der Übernahme der Kosten für die Fassade und das Portal. 
Die Kapelle wurde im Jahr 1816 zusammen mit dem Wohnhaus von den Erben Görtz zunächst an Albert Mostert verkauft und gelangte im Jahre 1828 in den Besitz des Fabrikanten Johann Wilhelm Fettweiß (1786–1861). Im Jahr 1973 konnte das von argem Verfall bedrohte Gotteshaus dank der Initiative und Mitwirkung der Einwohner von Nispert restauriert werden und gehört mittlerweile zum Pfarrverband Eupen-Kettenis.

## Baubeschreibung

### Gebäude

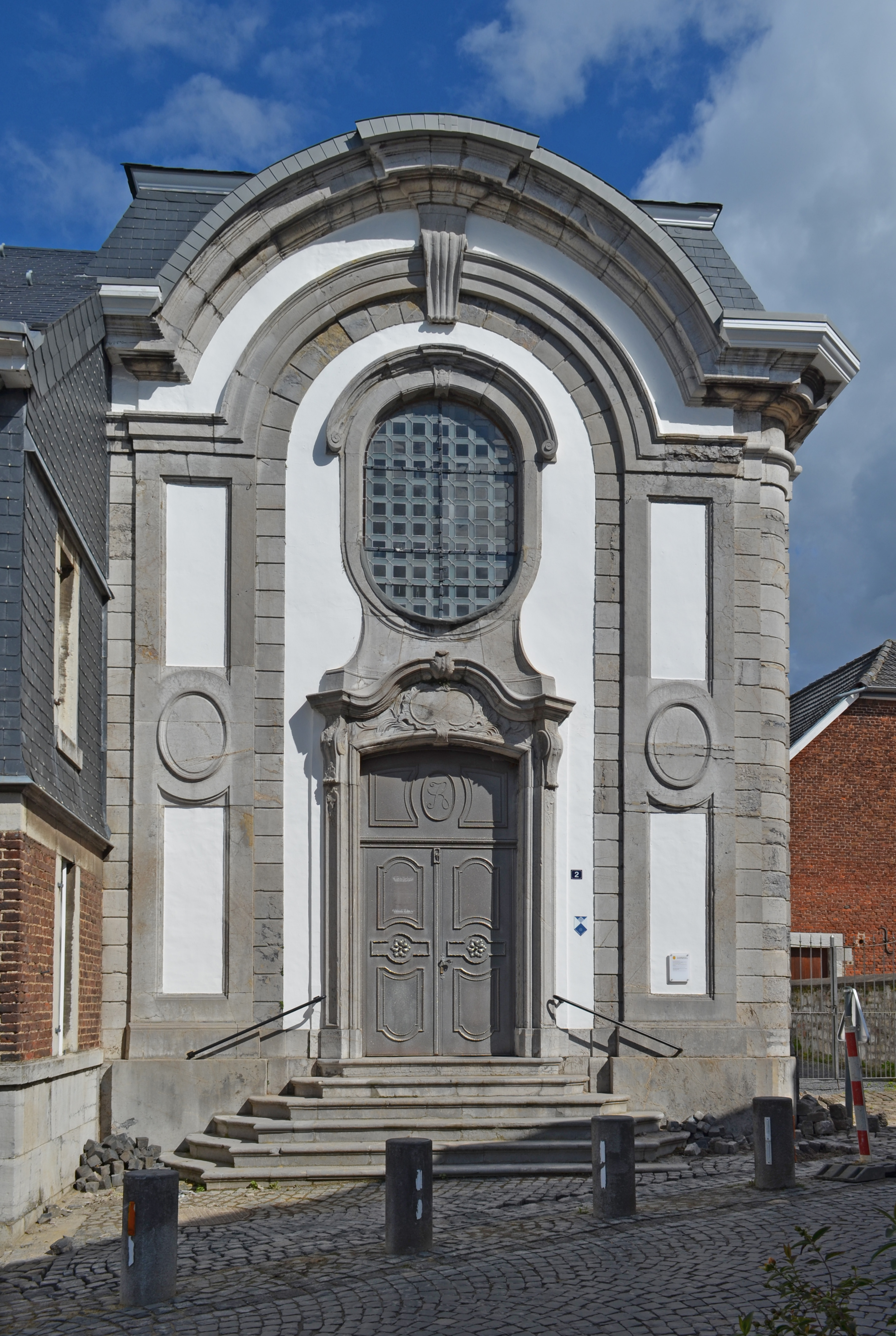
Portal

Das heutige Erscheinungsbild stimmt mit den überlieferten Bauzeichnungen von Johann Joseph Couven nicht genau überein, da Couven im Allgemeinen für ein Auftragswerk bis zu vier verschiedene Vorschläge erstellte und daher die ggf. für den Bau letztendlich relevanten Zeichnungen nicht komplett erhalten sind. 
Der Grundriss des einschiffigen Gebäudes ist ein einfaches Rechteck mit abgerundeten Ecken und einem kleinen Chor mit halbrunder Apsis. An ihrer linken Seite ist die Kapelle mit dem Nachbarhaus verbunden. Ein für Couven typisches Schiefermansarddach mit abgerundeten Ecken bildet den oberen Abschluss des dreijochigen Langhauses mit stichbogigen Öffnungen. Ein achteckiges Glockentürmchen mit Schallloch und polygonaler Zwiebel mit aufgesetztem Kreuz über dem Chor bekrönt das Bauwerk.
Die Farben Weiß und Grau bestimmen das gegenwärtige äußere Farbbild. Die Blaustein-Fassade besteht aus einem über eine Treppe mit rechteckigen, seitlich geschweiften Stufen zu erreichenden Portal mit leicht betontem, geschweiftem Portalgiebel und einem großen ovalen, vertikal verlängerten Ochsenauge, hinter dem sich die Orgelempore befindet. Das Portal ist geprägt von einer schmiedeeisernen Doppelflügeltür mit geschwungenen Blenden, über der in einer ovalen Kartusche das geschwungene Monogramm „FR“ der Stiftung Familie Fettweiß eingelassen ist, die im 19. Jahrhundert Eigentümer der Kapelle war. Die Rahmenteile von Fenster und Tür bilden eine Einheit, die wiederum von einem großen, grauen Bogen umrahmt werden, der seitlich mit breitem Pilastern flankiert ist. Das Oval des Fensters wiederholt sich in diesen seitlichen Schmuckformen in Form von Medaillons. Die gesamte Fassade hat das Erscheinungsbild eines großen Portals.

### Innenraum

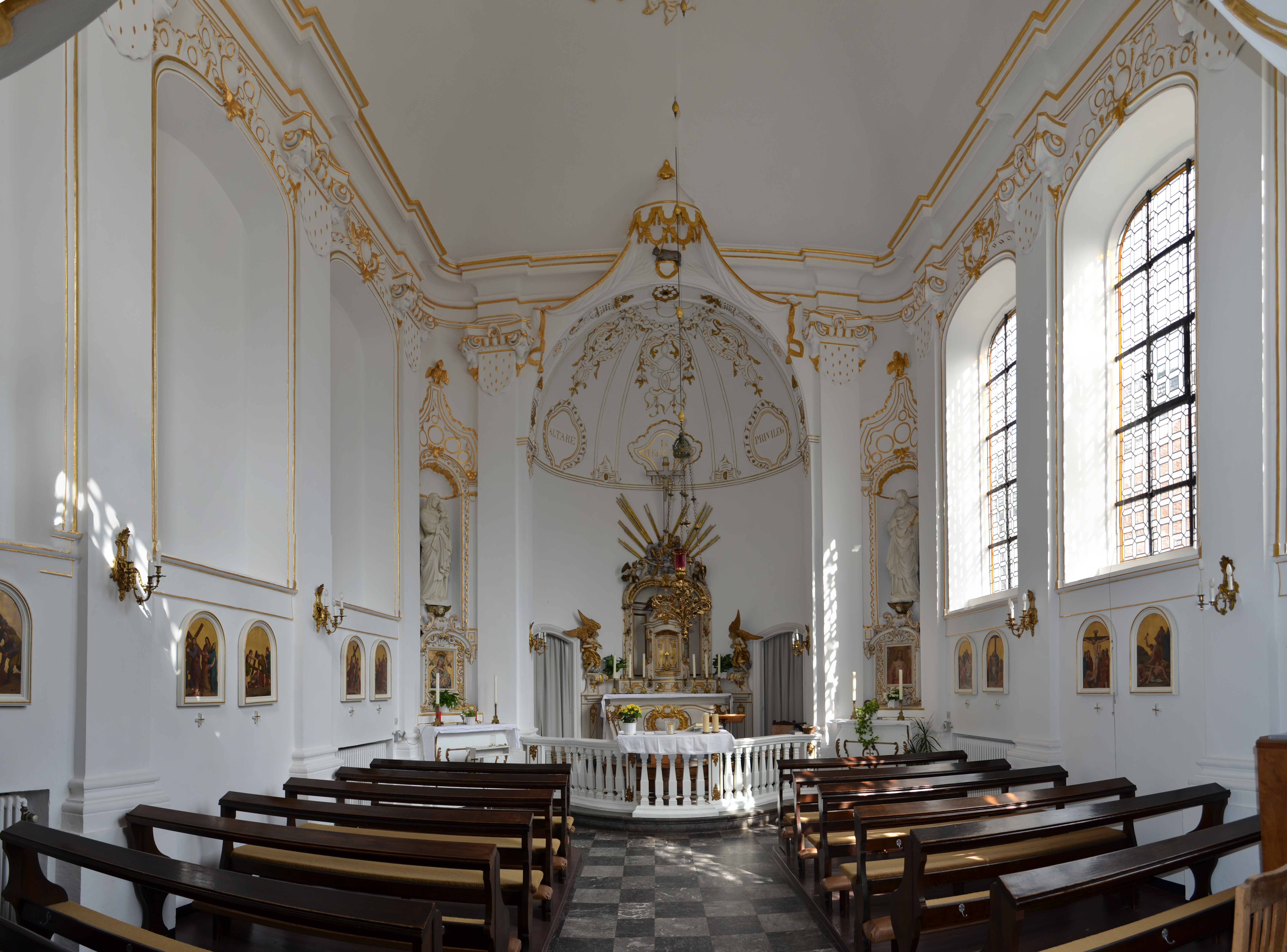
Innenraum

Das Kapelleninnere ist in weißen und goldenen Tönen gehalten und mit einem Fußboden aus helleren und dunkelgrauen Bodenplatten ausgestattet. Die Pilaster mit ionischen Kapitellen und einem flachen Spiegelgewölbe mit Freskenmalerei gliedern den Innenraum. Tierköpfe mit Hermelinkragen unter den Voluten und unter den Kapitellen stellen einen Teil der Verzierungen dar. Reichlich Stuckdekor, der eine Reihe von Musikinstrumenten zeigt, befindet sich an der Unterseite der von einer Balusterbrüstung gesicherten Orgelempore. Oberhalb der Eingangstüre wurde die Angabe „ANNO 1748“ in großen Lettern angebracht und seitlich dieser Tür befinden sich Rocailleappliken, die teilweise mit Masken versehen sind. Im Eingangsbereich steht ein kupfergetriebenes Weihwasserbecken mit muschelförmigem Becken.

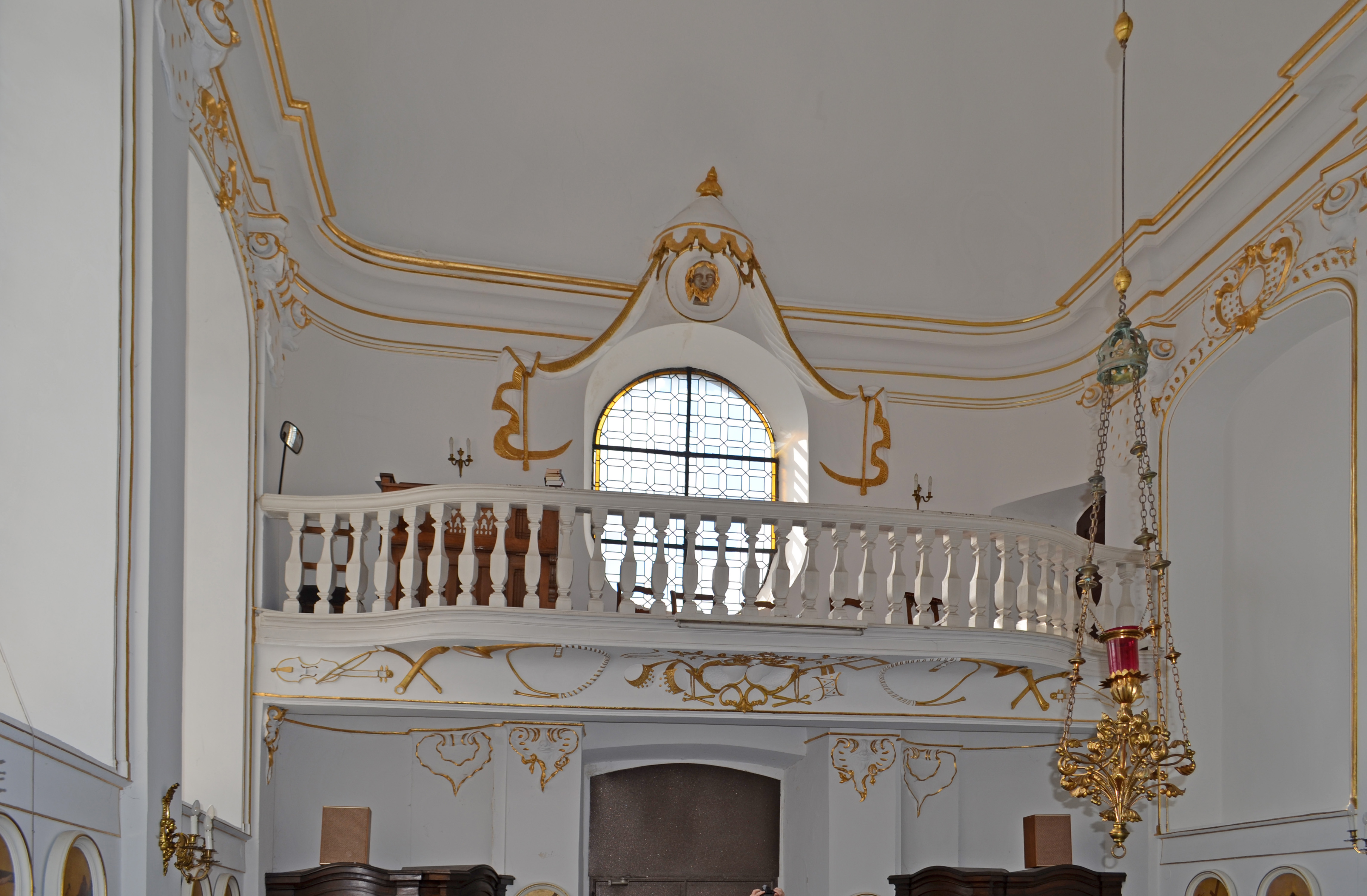
Orgelempore

Über dem Fenster der Orgelempore ist unter einem kleinen ornamentalen Baldachin das Haupt Johannes des Täufers zu sehen. Eine geschweifte Kommunionbank verbindet Chor- und Kapellenraum. Die Chorapsis wird von zwei Figurennischen gerahmt, in denen sich seit dem 19. Jahrhundert die Skulpturen der Maria mit Kind und des Hl. Joseph aus der Werkstatt von Gustav Angelo Venth befinden. 
Die aus Silber und Kupfer gegossene und vergoldete Ewige Lampe wurde 1885 nach Vorlage derjenigen aus der Nikolauskirche entworfen. Sechs dreiarmige bronzene Kandelaber aus dem Jahr 1900 sorgen für das nötige Licht. Sie waren anfangs als Gasleuchten konzipiert und später elektrifiziert und 1973 vergoldet. Ebenfalls aus dem 19. Jahrhundert stammen die in Öl auf Leinwand gemalten Kreuzwegbilder, die mit neuzeitlichen Rahmen versehen sind.

#### Hochaltar

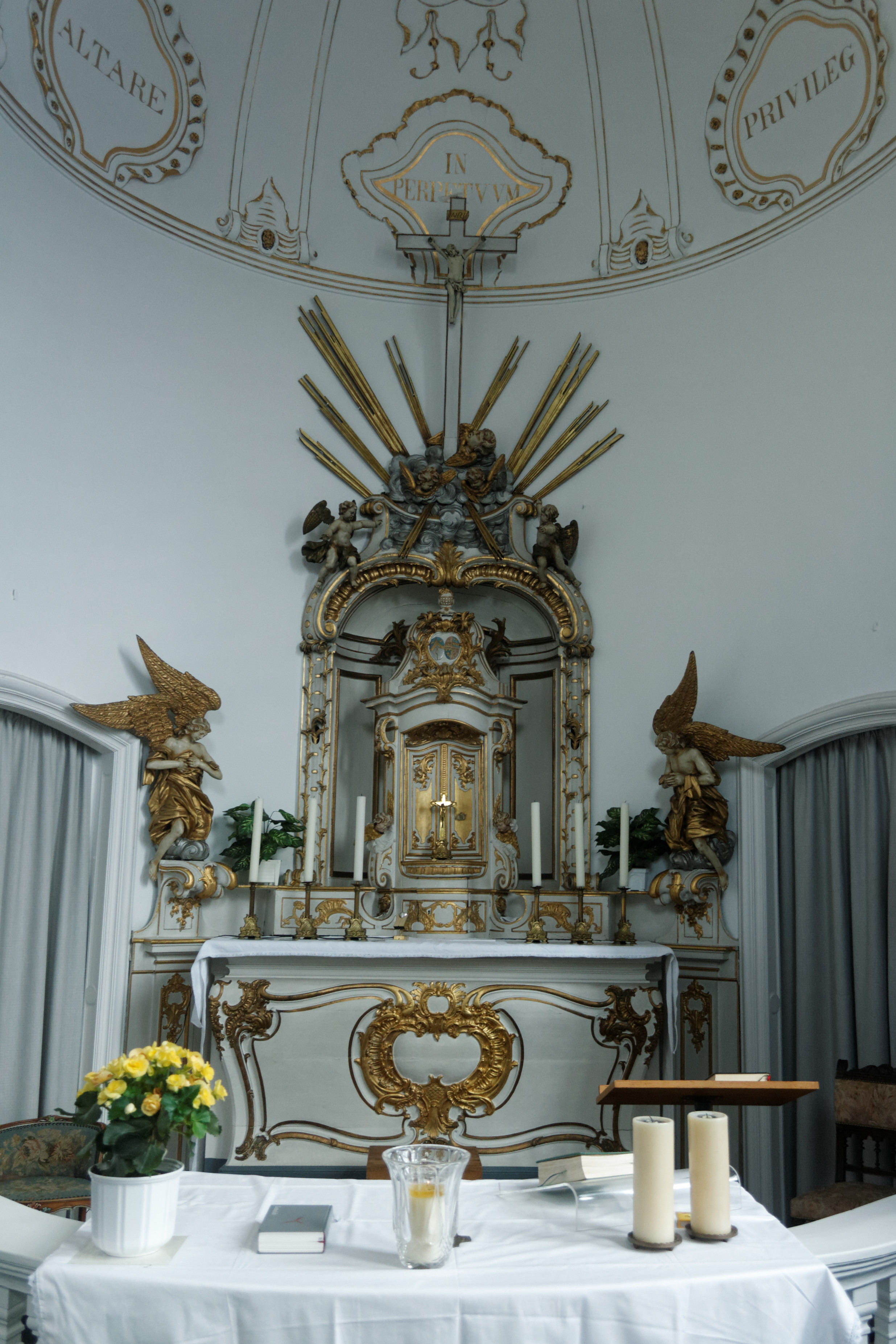
Hochaltar

Der in der Wandnische der Apsis gesetzte und aus Eichenholz geschnitzte Hochaltar stammt aus dem 18. Jahrhundert und ist reichlich bemalt und teilweise vergoldet. Er zeichnet sich vor allem durch seine übersichtliche Planung und fantasievolle Gestaltung sowie die fein ausgearbeiteten Details und die dezente Farbgebung aus. In seiner geschwungenen Mensa sind vorderseitig mittig eine fein bearbeitete Rocaille-Kartusche sowie seitlich Rocaille-Appliken eingearbeitet. Der Tabernakelaufbau mit seinen Eckvoluten und Engelköpfen füllt die verkleidete Wandnische vollends aus, die selbst mit einem prunkvollen Rahmen und einem giebelartigen Aufsatz mit seitlich angebrachten Engelsfiguren gestaltet ist. 
Der auf der Mensa installierte Holzschrank ist mit einem Aufsatz versehen, in dem zwei Wappenschilder mit dem Doppelwappen der Familien Görtz-Fey und Mostert eingearbeitet sind. Die Anbringung dieser Wappen wurden somit offensichtlich durch den Sohn von Erich Adolph Görtz, Hermann Heinrich Görtz (1728–1782), der mit Johanna Maria Mostert (1746–1802), verheiratet war, veranlasst. Im Gegensatz dazu weisen der Dombaumeister Joseph Buchkremer und der Historiker Ernst Günther Grimme in ihren Schriften darauf hin, dass es sich hier um die Wappen der Familie Görtz-Fey und Wespien handelt, was entweder auf eine Verwechslung schließen lässt oder dass es anfangs durch Erich Adolph Görtz aus Dankbarkeit für den Förderer in dieser Form veranlasst worden sein kann und später durch seinen Sohn Heinrich Hermann geändert wurde. 
Der Giebel des Hochaltars wird von Wolkengruppen mit hervordringenden goldenen Strahlen geprägt, die von Putten flankiert und in den Wolken mit einzelnen beflügelten Puttenköpfen versehen sind. Aus der Wolkenkomposition ragt mittig das hohe Altarkreuz hervor.